# Fly Away/SQUALL
「Fly Away／SQUALL」（フライ アウェイ／スコール)は、Jの9枚目のシングル。2006年7月12日発売。発売元はblowgrow。初のダブル表題曲シングル。

## リリース形態
「Fly Away」ミュージック・ビデオ（監督：二十里真也）収録DVD付初回生産限定盤（AVCD-30984B）と通常盤（AVCD-30985）2形態で発売。

## 収録曲
作詞・作曲・編曲：J
1. Fly Away[3:38]
2. SQUALL[3:52]

## 収録アルバム
オリジナル『URGE』（2007年3月14日）